# دوئل (فیلم ۱۹۷۱)
دوئل (به انگلیسی: Duel) یک تله‌فیلم اکشن و دلهره‌آور آمریکایی محصول سال ۱۹۷۱ به کارگردانی استیون اسپیلبرگ در اولین کارگردانی بلندش بود. این فیلم بر اساس یک مسافر تجاری با بازی دنیس ویور متمرکز است که با ماشین خود در کالیفرنیا برای ملاقات با یک مشتری رانندگی می‌کند. با این حال، او خود را تحت تعقیب و وحشت راننده یک کامیون می‌بیند. 

این فیلم توانسته با داشتن المان های میخکوب کننده و جنایی و موسیقی فوق العاده، به فیلمی نسبتاً خوب و گیرا از نگاه منتقدین و تماشاگران تبدیل شود. به دلیل نشان ندادن چهره و ظاهر آنتاگونیست (شخصیت منفی) و کم حرف بودن پورتاگونیست(قهرمان و شخصیت اصلی داستان)، فیلم در هر سکانسی، بیننده را غافلگیر و میخکوب میکند.

## داستان
در صحرای گرم کالیفرنیا مردی با یک ماشین شیک و قرمز که از تمیزی برق میزند در حال رفتن به یک قرار کاری است. در جاده، به‌دلیل سبقت گرفتن از یک تانکر پیتربیلت کهنه و خاکی رنگ، گرفتار رانندهٔ سادیسمیِ آن می‌شود که می‌خواهد به هر شکل ممکن او را اذیت کند.

## ساخت
این فیلم نخستین فیلم بلند اسپیلبرگ است و او با ساخت این فیلم نبوغ خود را در سینما به اثبات رساند. نویسنده این فیلم داستان را از یک ماجرای واقعی که برای خود او پیش آمده بود نوشت.
برای فیلمبرداری از دو تانکر پیتربیلت مدل ۱۹۵۵ استفاده شد. در سکانسی راننده تانکر درحال هل دادن ماشین سواری است که با قطار در حال حرکت برخورد کند. در این سکانس از یک کامیون دیگر استفاده شده که تفاوت های نامحسوس و جزیی با کامیون اصلی دارد.  